# Nagyon különleges ügyosztály
A Nagyon különleges ügyosztály Jim Abrahams és David Zucker alkotta televíziós bűnügyi vígjátéksorozat, melynek első adása 1982-ben volt. Főszereplője Leslie Nielsen. A sorozat után készült el az első Csupasz pisztoly film.
A pozitív kritika ellenére az ABC a sorozatot hat epizód után törölte műsoráról. Alan North játszotta Ed Hocken kapitány szerepét, a filmekben a szerepet George Kennedy töltötte be. A sorozatban Peter Lupus alakította Norberg felügyelőt, a filmekben viszont O. J. Simpson. Ted Olson tudós szerepét a trilógiában és a sorozatban is Ed Williams formálta meg.

## Szereplők
Leslie Nielsen alakította Frank Drebin hadnagyot. Jerry Zucker elmondta, hogy a Drebin nevet találomra választották ki a telefonkönyvből (a magyar szinkronban a karakter neve Drebilre változott, azonban a Csupasz pisztoly filmek magyar változatában már ismét Drebinként szerepel). Jim Abrahams, Jerry és David Zucker az Airplane! forgatásán találkoztak Nielsennel és tudták, ő tökéletes lesz Drebil szerepére. Ed Williams játszotta a labor-technikus Ted Olson-t. Williams főiskolai tanárként dolgozott, nyugdíjba vonulása után kezdett színészmesterség-órákat venni. Zuckerék és Abrahams csodálkoztak teljesítményén.
- Leslie Nielsen - Frank Drebin felügyelő (magyar hangja: Sinkovits Imre)
- Alan North - Ed Hocken kapitány (magyar hangja: Gera Zoltán)
- Ed Williams - Ted Olson a tudós (magyar hangja: Szatmári István)
- William Duell - Johnny a besúgó (magyar hangja: Petrik József)
- Peter Lupus - Norberg (magyar hangja: Láng József)
- Ronald "Tiny Ron" Taylor - Al

Nielsen, Taylor és Williams voltak az egyetlenek, akik a Csupasz pisztoly trilógiában ugyanazt a szerepet játszották el, mint a sorozatban.

## Érdekességek
- Minden rész elején bejelentenek egy vendégszereplőt, akit azonnal, már a főcímben megölnek és többet nem is bukkan fel az epizódban.
- A főcímben a szereplők között felbukkan Abraham Lincoln elnök is, aki a színházi páholyból visszalő a merénylőjére. "Természetesen" ő sem szerepel a főcímen kívül a sorozatban.
- "A főnök már ott volt", minden helyszínelésnél, alkalmanként más szituációkban is előfordul ez a mondata Franknek.
- Minden állandó karakter bevezetőjében rájuk lőnek és ők visszalőnek.
- Hocken kapitány bemutatásánál az ő irodáját elkezdik szétlőni ami nevetséges eredményekkel ér véget (egy égő ember rohan végig a folyosón; egy ember kiugrik az ablakon; egy anya eldobja kisbabáját, hogy fedezék mögé húzódhasson).
- Drebil rangja sokszor változik, akár egy színhelyen belül vagy akár egy mondatban is. Gyakran mutatja be magát (narratív formában) őrmesterként vagy az Ügyosztály nyomozó hadnagyaként, amely valójában nem is létezik (nagyobb rendőrségeknek van nyomozó hadnagya és nyomozóőrmestere, de nem mindhárom cím egyben). Az első epizódban felügyelőként említik, később hadnagyként, végül kapitányként.
- Drebil cigarettát vagy kávét ajánlana fel olyan embereknek, akiket kihallgatott, erre az ő válaszuk, hogy: "Igen, tudom" vagy "Igen, ez az".
- Drebilnek gyakran találkoznia kell Johnnyval, a mindentudó cipőpucolóval, akitől információkat szerez a bűnügyek kapcsán. Johnny addig nem mond semmit, amíg Frank nem ad neki csúszópénzt (ha nem fizet, akkor gyakran mondja, hogy "Nem tudok erről semmit" vagy "Nagy ez a város"). Miután Frank távozik, Johnnyhoz mindig érkezik valaki és a hivatásukhoz kérnek Johnnytól tanácsot:

1. Egy pap a halál utáni élet kapcsán kér tanácsot.
2. Egy orvos kérdezi Johnnyt, hogyan kell elvégezni egy szívműtétet. (A magyar szinkronban egy válogatott jéghokist műtenek súlyos könyöksérüléssel. Az orvost Velenczey István szinkronizálja, ami valószínűleg vicces utalás Štrosmajer doktor / Miloš Kopecký karakterére a Kórház a város szélén sorozatból.)
3. Tommy Lasorda baseball edző a rossz ütéstechnika miatt fordul Johnnyhoz. Ő megrója az edzőt amiért eladta Tommy John dobójátékost.
4. Egy tűzoltó kér segítséget, hogy hogyan fékezzenek meg egy a tüzet egy bútorraktárnál.
5. Joyce Brothers pszichológusnő beszélget Johnnyval a pszichológiáról.
6. Dick Clark rádiós és tévés híresség, az American Bandstand népszerű zenés műsor házigazdája kérdezi Johnnytól, mi az a ska műfaj és van-e jövője. (A magyar szinkronban Clark a digitális lemezfelvételről beszélget Johnnyval.)

- A csapatszoba üvegajtaján a "Police Squad" (Ügyosztály) felirat úgy van írva, hogy bármelyik oldalról nézzük, az egyik szó visszafelé olvasható.
- Drebil felügyelő parkoláskor mindig elüt valamit (legtöbbször kukákat), amelyek száma az epizódok számával nő, az első résznél egy, a másodiknál kettő és így tovább.
- Ted Olson a tudós mindig valamilyen veszélyes kísérletet mutat a gyerekeknek.
- Az epizódok végén a stáblistánál kimerevítik a képet, de valaki mindig mozog a kimerevített emberek között.

## Díjak és jelölések

### Emmy-díj
1982 - Legjobb férfi főszereplő vígjáték sorozatban - Leslie Nielsen - jelölt
1982 - Kiváló író vígjátéksorozat kategóriában - David Zucker, Jim Abrahams and Jerry Zucker a "A tekintélyes adomány, avagy ajándék lónak ne nézd a fogát" című epizódért - jelölt

### Egyéb díjak
2006 - Satellite díj TV Show legjobb DVD kiadása "A teljes sorozat" - jelölt

## Epizódlista
| # | Cím                                                                                                | Író(k)                                 | Rendező                                | Első vetítés      | Első magyar vetítés | Kód   |
| --- | -------------------------------------------------------------------------------------------------- | -------------------------------------- | -------------------------------------- | ----------------- | ------------------- | ----- |
| 1 | A tekintélyes adomány, avagy ajándék lónak ne nézd a fogát A Substantial Gift (The Broken Promise) | David Zucker Jim Abrahams Jerry Zucker | David Zucker Jim Abrahams Jerry Zucker | 1982. március 4.  | 1985. július 6.     | 1PS01 |
| Kettős gyilkosság történik egy bankban. Kizárólag Sally, a pénzéhes pénztárosnő tudhatja, hogy mi történt valójában. Drebil felügyelő nyomozása egyre érdekesebb részleteket tár fel. Vendégszereplő: Lorne Greene lett volna.                | |                                        |                                        |                   |                     |       |
| 2 | A félelem gyűrűje, avagy frász a szorítóban Ring of Fear (A Dangerous Assignment)                  | Tino Insana, Robert Wuhl               | Joe Dante                              | 1982. március 11. | 1984. október 13.   | 1PS02 |
| Ezúttal az illegális sportfogadásokon a rendőrök figyelme. Feltűnik, hogy a bokszmérkőzéseken óriási pénzek cserélnek gazdát, mégpedig a "megbundázott" meccseknek köszönhetően. Vendégszereplő: Georg Stanford Brown lett volna.             | |                                        |                                        |                   |                     |       |
| 3 | Az inas tette, avagy a főcím az áruló The Butler Did It (A Bird in the Hand)                       | Tino Insana, Robert Wuhl               | Joe Dante                              | 1982. március 18. | 1986. június 18.    | 1PS05 |
| Ebben a részben Drebil felügyelő egy elrabolt örökösnő nyomába ered. Vendégszereplő: Robert Goulet lett volna. | |                                        |                                        |                   |                     |       |
| 4 | Bosszú és bűntudat, avagy Hófehérke és a hét törpe Revenge and Remorse (The Guilty Alibi)          | Pat Proft                              | Joe Dante                              | 1982. március 25. | 1985. november 8.   | 1PS04 |
| Gyilkosság áldozatává lett a híresen szigorú bíró, később egy ügyész is. Frank egy szerelmi háromszöget sejt az ügy hátterében... Vendégszereplő: William Shatner lett volna.                                                                 | |                                        |                                        |                   |                     |       |
| 5 | Randevú a gonosszal, avagy a félelem reflexei Rendezvous at Big Gulch (Terror in the Neighborhood) | Nancy Steen                            | Paul Krasny                            | 1982. július 1.   | 1984. december 15.  | 1PS03 |
| Egy fiatal tánctanárnőt megvernek, mert nem tudott fizetni a várost uraló behajtóknak. Drebil felügyelő kisvállalkozónak álcázza magát, és várja, hogy feltűnjenek a titokzatos védőemberek... Vendégszereplő: Florence Henderson lett volna. | |                                        |                                        |                   |                     |       |
| 6 | Ördögi áru, avagy a francia kapcsolat Testimony of Evil (Dead Men Don't Laugh)                     | Tino Insana Robert Wuhl                | Joe Dante                              | 1982. július 8.   | 1987. szeptember 1. | 1PS06 |
| Vészesen terjed a szórakoztatóiparban dolgozók között a kábítószer élvezete. Drebil felügyelő komédiásnak áll, így egy gyilkossági ügyet és a drogkereskedelem szálait is felgöngyölítheti... Vendégszereplő: William Conrad lett volna.      | |                                        |                                        |                   |                     |       |